# Меча (Валча)
Меча (рум. Mecea) насеље је у Румунији у округу Валча у општини Затрени. Oпштина се налази на надморској висини од 373 m.

## Становништво
Према подацима из 2002. године у насељу је живело 202 становника, од којих су сви румунске националности.